# Alfredo Casimiro da Rocha
Alfredo Casemiro da Rocha ou Alfredo Casimiro da Rocha (São Salvador, 4 de março de 1856 — Cunha, 29 de dezembro de 1933) foi um médico e político brasileiro.
Notabilizou-se por ser o primeiro médico negro da história do Brasil, ao se formar em medicina aos 22 anos, em 1877, na Faculdade de Medicina da Bahia (atual UFBA). Feito semelhante somente seria repetido por uma mulher negra em 1909, quando Maria Odília Teixeira se formou em medicina, também na Faculdade de Medicina da Bahia.

## Biografia
Alfredo nasceu em 1891 em Salvador, na então Província da Bahia. Era filho de Philipa Joaquina Dantas e de Antônio da Rocha Faria. Começou os estudos no Gymnasio Bahiano em Salvador, escola de elite pertencente a Abílio César Borges, o barão de Macaúbas. Em 1870, ingressou na Faculdade de Medicina da Bahia, inicialmente matriculado no curso de Farmácia e, posteriormente, após concluir essa primeira formação, conseguiu autorização para realizar o curso de Medicina na mesma faculdade, onde concluiu sua formação como médico.
Com a ajuda de alguns professores médicos e, especialmente, com o apoio de sua mãe, uma mulher negra baiana que conviveu com Luiza Mahin, que ele conseguiria concluir seus estudos superiores, principalmente após ela, mesmo de origem humilde, para custear os estudos de seu filho, estabeleceu uma pensão destinada aos estudantes da Faculdade de Medicina da Bahia, normalmente membros da elite brasileira que se deslocavam para a capital baiana em razão do ensino médico no Brasil Imperial ser restrito a duas faculdades (Rio de Janeiro e Bahia), além de fornecer refeições avulsas.
Formou-se na Faculdade de Medicina da Bahia em 15 de dezembro de 1877, quando tinha 22 anos de idade, após concluir a tese de doutoramento intitulada "Do diagnóstico e tratamento do beribéri", uma tese importante para o desenvolvimento da Endocrinologia no Brasil, durante aquela época, pois, os estudos sobre a doença ainda eram tão raros que somente em 1897 seria comprovado que o Beribéri é causado por deficiência na alimentação, conforme pesquisa dos médicos neerlandeses Christiaan Eijkman e Adolphe Vorderman. 
Em 1878, encontrando dificuldades por causa do racismo da elite baiana, muda-se da Província da Bahia para a Província de São Paulo, inicialmente se estabelecendo brevemente em Avaré e, finalmente, no dia 12 de abril de 1878, em Cunha, onde se fixou como o único médico da cidade. De acordo com o jornal "O Cunhense", ele iniciou suas atividades de clínica médica como médico particular, porém, alternando suas consultas com o atendimento gratuito para as pessoas pobres da cidade de Cunha.
Seu primeiro casamento ocorreu com Adélia Rocha, ainda durante o período imperial, tendo sua cônjuge falecido em 1887. Do seu primeiro matrimônio, nasceu sua primeira filha.
De união conjugal posterior, somente formalizada em 1930, com Maria do Carmo Rodrigues, nasceria seu também descendente direto Alfredo Casemiro da Rocha Filho, bacharel em direito pela Faculdade de Direito do Largo de São Francisco (atual Universidade de São Paulo) e advogado na cidade de Cunha, e Augusto Casemiro da Rocha.

## Vida política

### Durante o Império
Em 1879, ainda na época do Brasil Império, Alfredo Casemiro da Rocha ingressa na política ao ser eleito vereador de Cunha pelo Partido Liberal. Desde então se tornaria uma das lideranças políticas mais importantes do município, durante a República Velha.
Defensor da causa republicana durante o Brasil Imperial, fundou o Clube Republicano de Cunha, e, também, da causa abolicionista, ele atuou diretamente na libertação de muitos escravos do município. No ano de 1883, quando já estava filiado ao Partido Republicano Paulista (PRP), chegou à presidência da Câmara Municipal de Cunha.

### Durante a República
Com a proclamação da república, ele foi eleito, em 1892, para o cargo de deputado estadual da Câmara do Congresso Legislativo do Estado de São Paulo pelo PRP, tendo exercido o seu mandato parlamentar durante a 2ª legislatura (1892-1894).
Em 1894, Dr. Alfredo Casemiro da Rocha foi eleito deputado federal representando o estado de São Paulo, cargo pelo qual seria reeleito em 1897. Assim, ele exerceu o mandato parlamentar de maio de 1894 até dezembro de 1899. Durante o período em que atuou como congressista na capital federal, ele fez parte da Comissão parlamentar de Instrução Pública e Higiene da Câmara dos Deputados.
Retornaria à São Paulo, em razão de sua eleição, em 1907, para o cargo de deputado estadual da Câmara do Congresso Legislativo do Estado de São Paulo pelo PRP. Neste cargo, seria sucessivamente reeleito, exercendo o mandato parlamentar até 1923, o qual foi acumulado com outras funções públicas.
Durante o período em que foi deputado estadual, especialmente nos anos de 1911 e 1913, Casemiro da Rocha em conjunto com o prefeito do município de Cunha na época, o coronel João Olympio Rodrigues de Andrade, viabilizou a criação do primeiro hospital da cidade de Cunha, a Santa Casa de Misericórdia Sagrado Coração de Jesus, e também da escola pública que seria posteriormente denominada de Grupo Escolar "Dr. Casemiro da Rocha".
Em seguida, ele acumulou o cargo de deputado estadual com o cargo de Presidente da Câmara Municipal de Cunha, exercido de 1916 a 1923.
Entre 1923 e 1924, Alfredo Casemiro da Rocha exerceu o cargo público de prefeito municipal de Cunha.
Em 1924, durante a gestão do prefeito João Olympio Rodrigues de Andrade, consta que Casemiro da Rocha era Presidente da Câmara Municipal de Cunha.
Já consolidado como liderança política em Cunha, em 1925, ele foi eleito senador estadual do Senado do Congresso Legislativo do Estado de São Paulo pelo PRP com 111.870 votos, sendo reeleito em 1928 com 71.462 votos, onde permaneceria no cargo até 1930, ano em que o Senado paulista, assim como outros órgãos legislativos, foi extinto pela Revolução de 30.
Político vinculado à República Velha, Dr. Alfredo Casemiro da Rocha foi um ferrenho opositor ao governo Vargas. Inclusive, em 1932, ele apoiou o movimento da Revolução Constitucionalista, dando apoio às tropas revoltosas. Depois do conflito, como medida de apaziguamento e conciliação política local, em 16 de dezembro de 1933, ele foi nomeado pelo interventor federal Armando Sales de Oliveira para exercer novamente o cargo de prefeito do município de Cunha, o qual Casemiro da Rocha ocupou menos de duas semanas, em razão de seu falecimento em 29 de dezembro do mesmo ano.

## Obras publicadas
- ROCHA, Alfredo Casemiro da. Do diagnostico e tratamento do beriberi. These inaugural do Dr. Alfredo Casimiro da Rocha. Bahia, 1877.[8]

## Homenagens
O estabelecimento de ensino Grupo Escolar "Dr. Casemiro da Rocha", criado em 1913 e situado em Cunha, tem essa denominação em homenagem à Alfredo Casemiro da Rocha.